# Phygadeuon hispanicus
Phygadeuon hispanicus là một loài tò vò trong họ Ichneumonidae.